# ロッカブルーナ
ロッカブルーナ（伊: Roccabruna）は、イタリア共和国ピエモンテ州クーネオ県にある、人口約1,500人の基礎自治体（コムーネ）。

## 地理

### 位置・広がり
| 隣接するコムーネは以下の通り。 - ブスカ - カルティニャーノ - ドロネーロ - メッレ - ヴィッラール・サン・コスタンツォ |

#### 地震分類
イタリアの地震リスク階級 (it) では、3s に分類される
。

## 行政

### 分離集落
ロッカブルーナには、以下の分離集落（フラツィオーネ）がある。
- Castello, Centro, Foglienzane, Giorsetti, Guardiola, Margaria, Norat, Prarosso, San Giuliano, San Ponzio, Sant'Anna